# غملول دوغاني
الغملول الدوغاني (باللاتينية: Acantholimon doganii) نوع نباتي يتبع جنس الغملول من الفصيلة الرصاصية.

## الموئل والانتشار
موطنه تركيا.